# Мадонна з немовлям і святими (Монтанья)
«Мадонна з немовлям і святими Андрієм, Монікою, Урсулою і Сігізмундом» (італ. Madonna ed il Bambino tra i Santi Andrea, Monica, Orsola e Sigismondo) — картина італійського живописця Бартоломео Монтаньї. Створена у 1498 році. Зберігається у Пінакотеці Брера в Мілані (в колекції з 1811 року).

## Опис
Картина написана для каплиці Санта-Моніка церкви Сан-Мікеле у Віченці і є одним з шедеврів Монтаньї, який працював в регіоні Венето і був самобутнім послідовником Джованні Белліні.
Монументальний вівтарний образ, побудований за чіткими геометричними правилами, є свідченням суворого і благородного стилю художника, в якому зливаються воєдино глибокі знання перспективи, венеціанський колорит і почуття пластичності, що притаманне північній традиції. Вікна, що розташовані зверху, дозволяють легко розпізнати напрям освітлення — зліва направо; яйце страуса, що звисає і розташоване під стелею, і симетрія розташування святих Андрія, Моніки, Урсули і Сігізмунда по сторонам від трону є даниною поваги П'єро делла Франческа.
Гуманістичній культурі перспективи і геометрії відповідає багате архітектурне оточення: пілястри, кессони, панелі, виконані у дусі Браманте, що сприймаються як візуальне уявлення якогось трактату. З іншого боку, попри численні звернення до мистецтва Центральної Італії, вівтар лишається вірним венеціанській традиції, особливо вираженій в надзвичайному багатстві кольору. Янголи, що музикують біля основи трону — характерна деталь вівтарної картини. Поверхні лютней відображають промені світла, що падає. Симетрична композиція вписується у трикутник.